# Hydrophis zweifeli
Espèce
Synonymes
- Enhydrina zweifeli Kharin, 1985

Statut de conservation UICN

 DD  : Données insuffisantes
Hydrophis zweifeli est une espèce de serpents de la famille des Elapidae.

## Répartition
Cette espèce marine est endémique des eaux du Nord de la Papouasie-Nouvelle-Guinée et de l'Australie.

## Description
Ce serpent originaire d'Australie est extrêmement venimeux. Son venin entraîne une paralysie musculaire et des dommages dans les six heures suivant la morsure. Bien que de nombreux serpents soient venimeux, celui-ci est considéré comme le plus agressif. Une dose de venin peut entraîner la mort de 5 adultes.

## Étymologie
Cette espèce est nommée en l'honneur de Richard George Zweifel.

## Publication originale
- Kharin, 1985 : A new species of sea snakes of the genus Enhydrina (Serpentes, Hydrophiidae) from waters of New Guinea. Zoologicheskii Zhurnal, vol. 64, no 5, p. 785-787.